# Saint-Germier (Gers)
Saint-Germier (gaskognisch Sent Germer) ist eine französische Gemeinde mit 216 Einwohnern (Stand 1. Januar 2022) im Département Gers in der Region Okzitanien (bis 2015 Midi-Pyrénées); sie gehört zum Arrondissement Condom und zum Gemeindeverband Bastides de Lomagne.
Saint-Germier ist umgeben von den Nachbargemeinden Sirac im Norden, Thoux im Nordosten, Roquelaure-Saint-Aubin im Osten und Südosten, Catonvielle im Süden, Escornebœuf im Südwesten sowie Touget im Westen und Nordwesten.

## Bevölkerungsentwicklung
| Jahr                       | 1793 | 1846 | 1962 | 1968 | 1975 | 1982 | 1990 | 1999 | 2006 | 2011 | 2016 |
| Einwohner                  | 318  | 351  | 129  | 121  | 92   | 96   | 112  | 115  | 192  | 201  | 213  |
| Quellen: Cassini und INSEE |      |      |      |      |      |      |      |      |      |      |      |